# Aloe guerrae
Aloe guerrae ist eine Pflanzenart der Gattung der Aloen in der Unterfamilie der Affodillgewächse (Asphodeloideae). Das Artepitheton guerrae ehrt Guilherme Guerra, Direktor für Land- und Forstwirtschaft in Angola.

## Beschreibung

### Vegetative Merkmale
Aloe guerrae wächst einfach und ist stammlos oder kurz stammbildend. Die etwa 24 lanzettlich verschmälerten Laubblätter bilden dichte Rosetten, die in der Regel auf eine Seite geneigt sind. Die trübgrüne, undeutlich linierte Blattspreite ist 40 Zentimeter lang und 6 bis 7 Zentimeter breit. Die stechenden, hellbraunen bis rötlich braunen Zähne am Blattrand sind 4 bis 5 Millimeter lang und stehen 10 bis 15 Millimeter voneinander entfernt. Der Blattsaft ist trocken gelb.

### Blütenstände und Blüten
Der Blütenstand besteht aus acht bis zehn Zweigen und erreicht eine Länge von 90 bis 100 Zentimeter. Die unteren Zweige sind gelegentlich nochmals verzweigt. Die ziemlich dichten, schiefen bis fast horizontalen Trauben sind 20 Zentimeter lang. Sie bestehen aus einseitswendigen Blüten. Die eiförmig-spitzen Brakteen weisen eine Länge von 6 bis 8 Millimeter auf und sind 4 Millimeter breit. Die scharlachroten, bereiften Blüten stehen an 5 Millimeter langen Blütenstielen. Die Blüten sind 40 Millimeter lang und an ihrer Basis gestutzt. Auf Höhe des Fruchtknotens weisen die Blüten einen Durchmesser von 8 Millimeter auf. Darüber sind sie kaum verengt. Ihre äußeren Perigonblätter sind auf einer Länge von 10 bis 12 Millimetern nicht miteinander verwachsen. Die Staubblätter ragen 2 Millimeter und der Griffel ragt 3 Millimeter aus der Blüte heraus.

### Genetik
Die Chromosomenzahl beträgt {\displaystyle 2n=14}.

## Systematik und Verbreitung
Aloe guerrae ist in Angola auf Grasland mit zerstreuten Büschen in Höhen von 1200 bis 1600 Metern verbreitet.
Die Erstbeschreibung durch Gilbert Westacott Reynolds wurde 1960 veröffentlicht.

## Nachweise